# Geleira Kongur

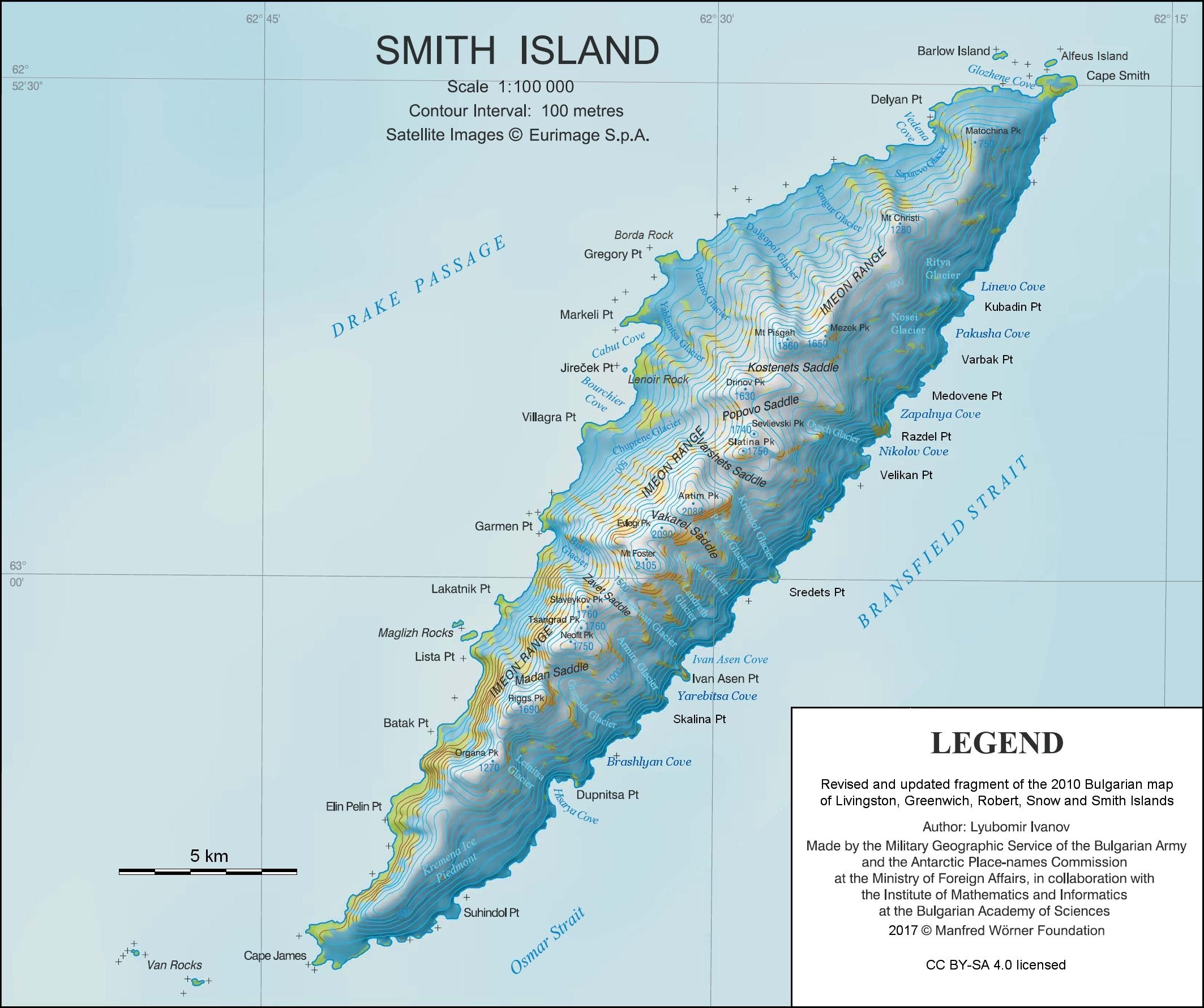
Mapa topográfico da ilha Smith.

Geleira Kongur (em búlgaro:  ледник Конгур,IPA:) é uma geleira longa que drena as encostas noroeste da Cordilheira Imeon, na Ilha Smith, nas Ilhas Chetland do Sul, Antártica. Está situado a nordeste da Geleira Dalgopol e a sudoeste da Geleira Saparevo, e flui a oeste do Monte Christi para a Passagem Drake . Mapeamento antecipado da Bulgária em 2009. A geleira recebeu o nome do pico e da reserva natural de Kongur na montanha Belasitsa, no sudoeste da Bulgária .

## Mapas
- Carta de Chetland do Sul, incluindo iIha Coronação,etc. da exploração da saveiro Dove nos anos 1821 e 1822 por George Powell Comandante da mesma. Escala ca. 1: 200000. Londres: Laurie, 1822.
- LL Ivanov. Antártica: Ilhas Livinston e Greenwich, Robert, Snow e Smith. Escala 1: 120000 mapa topográfico. Troyan: Fundação Manfred Wörner, 2010. ISBN 978-954-92032-9-5    (Primeira edição de 2009. ISBN 978-954-92032-6-4 ISBN   978-954-92032-6-4 )
- Ilhas Shetland do Sul: Smith e Low Islands. Escala 1: 150000 mapa topográfico No. 13677. Pesquisa Antártica Britânica, 2009.
- Banco de dados digital antártico (ADD). Escala 1: 250000 mapa topográfico da Antártica. Comitê Científico de Pesquisa Antártica (SCAR). Desde 1993, regularmente atualizado e atualizado.
- LL Ivanov. Antártica: Livingston Island e Smith Island . Escala 1: 100000 mapa topográfico. Fundação Manfred Wörner, 2017. ISBN 978-619-90008-3-0 ISBN   978-619-90008-3-0

## Ligações externas

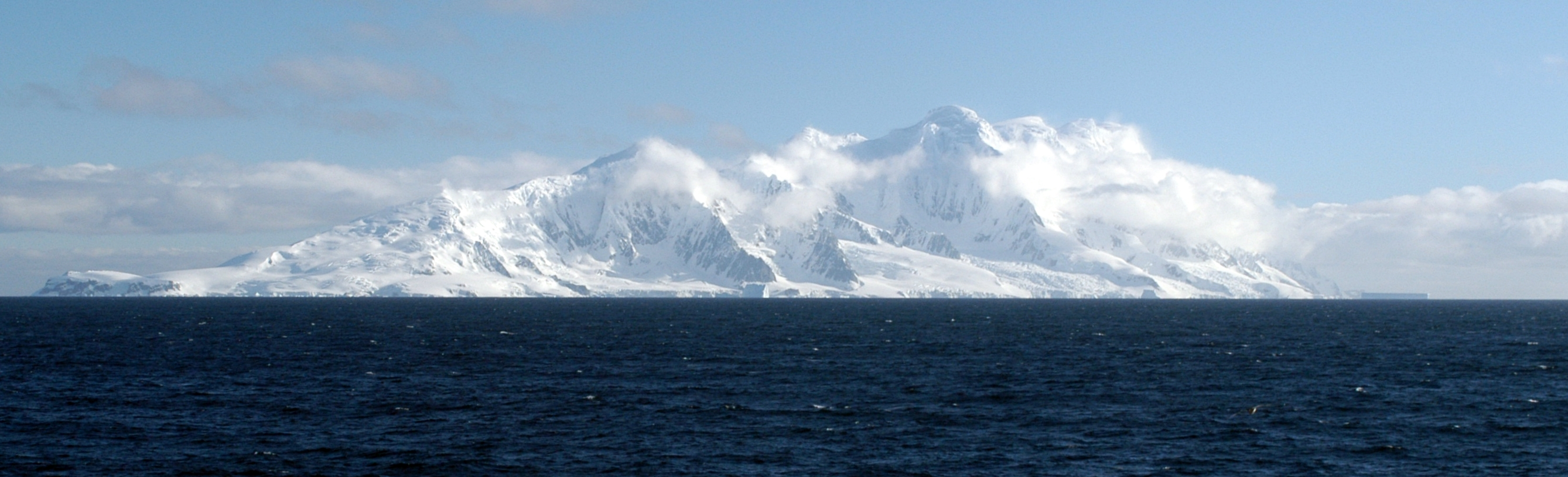
Ilha Smith visto do sudeste.